# PLPP5
PLPP5 (англ. Phospholipid phosphatase 5) – білок, який кодується однойменним геном, розташованим у людей на 8-й хромосомі. Довжина поліпептидного ланцюга білка становить 264 амінокислот, а молекулярна маса — 29 484.
| 10         |  | 20         |  | 30         |  | 40         |  | 50         |
| ---------- |  | ---------- |  | ---------- |  | ---------- |  | ---------- |
| MGKAAAAVAF |  | GAEVGVRLAL |  | FAAFLVTELL |  | PPFQRLIQPE |  | EMWLYRNPYV |
| EAEYFPTKPM |  | FVIAFLSPLS |  | LIFLAKFLKK |  | ADTRDSRQAC |  | LAASLALALN |
| GVFTNTIKLI |  | VGRPRPDFFY |  | RCFPDGLAHS |  | DLMCTGDKDV |  | VNEGRKSFPS |
| GHSSFAFAGL |  | AFASFYLAGK |  | LHCFTPQGRG |  | KSWRFCAFLS |  | PLLFAAVIAL |
| SRTCDYKHHW |  | QDVLVGSMIG |  | MTFAYVCYRQ |  | YYPPLTDAEC |  | HKPFQDKLVL |
| STAQKPGDSY |  | CFDI       |  |            |  |            |  |            |

A: Аланін

C: Цистеїн

D: Аспарагінова кислота

E: Глутамінова кислота

F: Фенілаланін

G: Гліцин

H: Гістидин

I: Ізолейцин

K: Лізин

L: Лейцин

M: Метіонін

N: Аспарагін

P: Пролін

Q: Глутамін

R: Аргінін

S: Серин

T: Треонін

V: Валін

W: Триптофан

Кодований геном білок за функцією належить до гідролаз. 
Задіяний у такому біологічному процесі, як альтернативний сплайсинг. 
Локалізований у мембрані.